# Castagnito
Castagnito är en ort och kommun i provinsen Cuneo i regionen Piemonte i Italien. Kommunen hade 2 194 invånare (2018).